# M/T Vis
M/T Vis bio je trajekt za lokalne linije u sastavu flote hrvatskog brodara Jadrolinije. Izgrađen je 1965. za njemačkog naručitelja. Dok je plovio u Njemačkoj, Vis je nosio ime Sydfyn.
Jadrolinija ga je kupila 1976. Plovio je na linijama splitskog i dubrovačkog okružja. 2011. je prodan naručitelju Tuninha. Trajekt je potonuo 8. siječnja 2015. godine u blizini Zelenortske Republike

M/T Vis bio je kapaciteta 40 automobila i 500 putnika.